# Senometopia pollinosa
Senometopia pollinosa är en tvåvingeart som först beskrevs av Louis-Paul Mesnil 1941.  Senometopia pollinosa ingår i släktet Senometopia, och familjen parasitflugor. Arten är reproducerande i Sverige.